# Hana Mašková
Hana Mašková (* 26. September 1949 in Prag; † 31. März 1972 bei Vouvray in Frankreich) war eine tschechische Eiskunstläuferin, die im Einzellauf für die Tschechoslowakei startete. Sie ist die Europameisterin von 1968.

## Leben
Als Kind verbrachte Mašková viele Tage im Prager Štvanice Stadion. Trainer Karel Glogar, der schon Alena Vrzáňová am Beginn ihrer Karriere betreut hatte, erkannte ihr Talent. Maškovás nächster Trainer war Jaroslav Sadílek, bevor sie ab 1963 von Míla Nováková trainiert wurde. Neben ihrem täglichen Training erlernte sie das Klavierspielen und die deutsche Sprache.
Ihre erste Europameisterschaft bestritt Mašková bereits im Jahr 1963. Ein Jahr später nahm sie im Alter von 15 Jahren an den Olympischen Winterspielen 1964 in Innsbruck teil und belegte den fünfzehnten Platz. In diesem Jahr bestritt sie auch ihre erste Weltmeisterschaft. In den Jahren 1965 bis 1969 wurde Mašková tschechoslowakische Meisterin. Ihre ersten internationalen Medaillen gewann sie 1967. In Ljubljana wurde sie Vize-Europameisterin hinter Gabriele Seyfert aus der DDR. Bei der Weltmeisterschaft gewann sie die Bronzemedaille hinter der US-Amerikanerin Peggy Fleming und Seyfert. Im olympischen Jahr 1968 wurde Mašková im schwedischen Västerås Europameisterin. Es war das einzige Mal in ihrer Karriere, dass es ihr gelang, Gaby Seyfert zu schlagen. Bei der Weltmeisterschaft in Genf und den Olympischen Spielen in Grenoble errang sie die Bronzemedaille, beide Male hinter Fleming und Seyfert. Sie ist bis heute die einzige Tschechin, die im Eiskunstlauf der Damen eine olympische Medaille erlief. 1969 gewann Mašková mit Silber bei der Europameisterschaft in Garmisch-Partenkirchen ihre letzte Medaille. Bei der Weltmeisterschaft musste sie zurückziehen. Mašková galt besonders als Sprungtalent, war aber auch eine elegante und künstlerisch begabte Läuferin.
1969 beendete Hana Mašková ihre Laufbahn bei den Amateuren und wechselte zur Eiskunstlaufrevue Holiday on Ice. Drei Jahre später verunglückte sie bei einem Autounfall in der Nähe der Stadt Vouvray in Frankreich tödlich. Ihr Grab befindet sich auf dem Vyšehrader Friedhof in Prag und wird durch die Statue eines geflügelten weiblichen Torsos des tschechischen Bildhauers Jan Štursa geschmückt.

## Ergebnisse
| Wettbewerb / Jahr                   | 1963 | 1964 | 1965 | 1966 | 1967 | 1968 | 1969 |
| ----------------------------------- | ---- | ---- | ---- | ---- | ---- | ---- | ---- |
| Olympische Winterspiele             |      | 15.  |      |      |      | 3.   |      |
| Weltmeisterschaften                 |      | 16.  | 13.  | 6.   | 3.   | 3.   | Z    |
| Europameisterschaften               | 15.  |      | 7.   | 4.   | 2.   | 1.   | 2.   |
| Tschechoslowakische Meisterschaften |      |      | 1.   | 1.   | 1.   | 1.   | 1.   |